# Song 4 Mutya (Out of Control)
Song 4 Mutya (Out of Control) è un singolo della cantante pop britannica Mutya Buena, pubblicato il 23 luglio 2007 dall'etichetta discografica Island.
Il brano è una collaborazione con i Groove Armada, che hanno pubblicato il brano anche sul loro album Soundboy Rock. Il singolo, scritto da Karen Poole, Tim Hutton e dai Groove Armada (Tom Findlay e Andy Cato) e prodotto da questi ultimi e Dave Kutch, è stato estratto dall'album d'esordio della cantante, Real Girl, e ha ottenuto un buon successo commerciale in Europa.

## Tracce
1. Song 4 Mutya (Out of Control) - 3:31

## Classifiche
| Classifica (2007) | Posizione raggiunta |
| ----------------- | ------------------- |
| Regno Unito       | 8                   |
| Finlandia         | 12                  |
| Australia         | 24                  |
| Irlanda           | 26                  |
| Paesi Bassi       | 96                  |